# Forbant (fill d'Argos)
Forbant (en grec antic Φόρβας, genitiu Φόρβαντος) segons la mitologia grega, va ser un heroi, fill d'Argos, però algunes fonts el fan fill de Crias. Succeí el seu pare en el tron de l'Argòlida. Casat amb Eubea, va ser pare de Tríopas i també de Messene, que molt sovint passa per ser la seva neta.